# Meitnério
O meitnério é um elemento químico na tabela periódica com o símbolo Mt e número atômico 109 (109 prótons e 109 elétrons) cuja massa atómica é de [278] u. É um elemento sintético cujo isótopo mais estável é o Mt-266 com uma meia-vida de 3.4 milissegundos. É um metal de transição do grupo 9 da Classificação Periódica dos Elementos, provavelmente sólido em temperatura ambiente. Não é encontrado na crosta terrestre e sua única forma de obtenção é sintética, por meio de reações de fusão nuclear.

## História
O meitnério foi sintetizado pela primeira vez a 29 de agosto de 1982 no laboratório GSI (Gesellschaft für Schwerionenforschung) do Instituto para Pesquisa de Íons Pesado, em Darmstadt.
A equipe efetuou uma colisão entre dois núcleos pesados, o Bi-209 com Fe-58 utilizando um acelerador nuclear. A criação deste elemento demonstrou que as técnicas de fusão nuclear podem ser utilizadas para produzir novos elementos pesados.

## Nomenclatura
O nome meitnério foi sugerido para homenagear a física austríaca Lise Meitner, pioneira junto com Otto Hahn no desenvolvimento da fissão nuclear, técnica que permitiu a criação de bombas atômicas e a construção de usinas nucleares para a geração de energia termoelétrica. A denominação foi dada em 1977 pela IUPAC, anteriormente denominado provisoriamente de unnilennium, aportuguesado para unilênio (Une).

## Propriedades químicas previstas
O meitnério é o sétimo membro da série 6d dos metais de transição. Desde que o copernício (elemento 112) mostrou-se um metal de transição verdadeiro, espera-se que todos os elementos a partir de 104 a 112 formem uma quarta série de metais de transição, com o Mt como parte dos metais do grupo da platina  e um metal nobre.  Os cálculos relativos aos seus potenciais de ionização e raios atômicos e iônicos são semelhantes ao do seu homólogo mais leve, o irídio, implicando, assim, que as propriedades básicas do meitnério se assemelhariam às do outros elementos do grupo 9, cobalto, ródio e irídio.
A previsão das prováveis propriedades químicas do meitnério não têm recebido muita atenção recentemente. O Mt é esperado ser um metal nobre, pouco reativo, como os demais metais do grupo da platina. Com base nos estados de oxidação mais estáveis dos elementos mais leves do grupo 9, prevê-se que os estados de oxidação mais estáveis do meitnério sejam +6, +3 e +1, com o +3, sendo o mais estável em soluções aquosas. Em comparação, o ródio e o irídio mostram um estado de oxidação máximo de +6, enquanto que os estados mais estáveis são +4 e +3 para o irídio e +3 para o ródio. O estado de oxidação +9, representado apenas pelo irídio no íon incomum [
IrO4]+ , pode ser possível para o meitnério no nonafluoreto 
MtF9 e no cátion tetraoxomeitnério(IX), [
MtO4]+ embora espera-se que o [
IrO4]+ seja mais estável. Os tetra-halogenetos de meitnério também têm sido previsto para ter estabilidades semelhantes aos do irídio; portanto também permitindo um estado de oxidação +4 estável.
É adicionalmente esperado que os estados de oxidação máximo dos elementos de bóhrio (elemento 107) até darmstácio (elemento 110) pode ser estável na fase de gás, mas não em solução aquosa.